# Feliks Towiański
Tadeusz Benedykt Feliks Towiański OFMConv herbu Gerald (ur. 29 października 1719 w Widziniszkach, zm. 19 czerwca 1782 roku w Połocku) – polski duchowny rzymskokatolicki, franciszkanin konwentualny, biskup pomocniczy wileński (sufragan białoruski), oficjał konsystorza białoruskiego.

## Biografia
22 grudnia 1742 otrzymał święcenia diakonatu, a 27 maja 1743 prezbiteriatu.
1 grudnia 1766 papież Klemens XIII prekonizował go biskupem pomocniczym wileńskim oraz biskupem in partibus infidelium carpasijskim. 4 stycznia 1767 przyjął sakrę biskupią. Brak informacji kto jej udzielił.
Pochowany w kościele Wniebowzięcia NMP w Wilnie.